# 周防正行
周防 正行（すお まさゆき、1956年10月29日 - ）は、日本の映画監督、脚本家。太田出版監査役。妻は女性俳優の草刈民代。

## 来歴

### 生い立ち
東京都目黒区に生まれ、その後神奈川県川崎市で過ごす。幼少時は野球好きで、野球をするために中学はわざわざ遠方の武蔵工業大学附属中学校・高等学校に進学した。しかし中学2年生の時に肘を痛めて野球の道は断念した。高校卒業後に2年間浪人生活を送る。

### 大学時代に映画を志す
1981年、立教大学文学部仏文科在学中に、非常勤講師として来ていた蓮實重彦の講義「映画表現論」に出会い、卒業後映画監督を目ざす。学生時代は、バイトで金を貯めては独自に8ミリ映画作りをする日々を送った。
当時映画界は斜陽産業で映画会社の社員採用試験がなかったが、そんな状況でもピンク映画が作品を量産していたことから、周防はどうにかその撮影現場に入る方法はないかと思案していた。大学4年生の頃とある劇団の女優の紹介で運良く高橋伴明と知り合い、「助監督にして下さい」と頼んで承諾をもらった。

### ピンク映画の制作
その後イメージフォーラム映像研究所に進みながら、高橋・若松孝二・井筒和幸といった監督のもとで助監督として修行を積む。
ピンク映画の制作に携わり、5年後の1984年に小津安二郎へのオマージュを含んだピンク映画『変態家族 兄貴の嫁さん』で監督デビュー。この作品では、好きだった小津安二郎のカメラワークを再現、同監督へのオマージュに終始したことが功を奏して、『朝日新聞』で蓮實がその年のベスト5にあげた。
これがピンク映画以外の業界人にも作品を見てもらえるきっかけとなり、ピンク映画以外の映像製作の仕事を依頼されるようになった。その後はカラオケビデオなど色々な映像制作で経験を積んだ。

### 「ファンシイダンス」「シコふんじゃった。」で注目
その後、矢島周平名義にてピンク映画にかかわるが、1989年の『ファンシイダンス』で高い評価を得たことから、一般映画に進出することになる。
1992年公開の『シコふんじゃった。』で高い評価を獲得し、興行的成功と共に国内の映画賞を総なめにすると、同年には山路ふみ子文化財団特別賞も受賞。翌年にはアルタミラピクチャーズの設立に参加。

### 「Shall we ダンス?」が記録的な大ヒット
1996年に公開された『Shall we ダンス?』では、それまではマイナーだった社交ダンスの人気に火をつけ、記録的なヒットと共に再び国内の映画賞を総なめにする。この作品の成功により、映画監督しての名声を確固のものとした。
また同作において、アメリカの配給会社ミラマックスの元、北米でも公開されると日本映画としては異例の成功も収め、放送映画批評家協会賞やナショナル・ボード・オブ・レビュー賞などの全米各地の映画賞で外国語映画賞を受賞した（ただし、アカデミー外国語映画賞には日本代表としては選出されず、その他の部門でのノミネートもならなかった）。
また、翌年7月には、そのミラマックスと、以後の映画製作に関するファーストルック契約を結ぶ（現在は失効）。

### 2000年代
2007年に太田出版の監査役に就任。映画『マルサの女』のメイキングビデオの演出を行った関係で、伊丹十三監督の名前を冠した伊丹十三賞の選考委員を務めている。
2008年、『それでもボクはやってない』が2007年度第81回キネマ旬報ベスト・テン日本映画部門の1位に選ばれる。2009年、草刈民代とともに第2回プラチナ夫婦アワードを受賞。

### 2010年代
2011年6月に発足した『新時代の刑事司法制度特別部会』の委員に選ばれ、「取り調べの全面可視化」「証拠の全面開示」「人質司法改善すること」を主張。
2013年、『終の信託』で毎日映画コンクール日本映画大賞を受賞した。翌2014年、山路ふみ子映画賞において第31回文化賞を受賞した。
2016年、春の紫綬褒章を受章。
2018年3月13日より、立教大学相撲部の名誉監督に就任している。

## その他
好きな映画監督は小津安二郎。「もし小津監督の存命時に会えていたとしても、憧れすぎてそばに行けないほど緊張したと思う」と語っている。
個人的に印象に残っている俳優として笠智衆を挙げている。大学時代から「年を取ったら笠智衆のような年寄りになりたい」と思っているとのこと。「マルサの女2」のメイキングビデオの演出を務めた周防は、本編に出演した笠をメイキング映像としてどうしても撮りたくなり、メイキングのカメラマンに頼んで自らビデオカメラで撮影させてもらった。
本人曰く「子供の頃から周りの人に喜んでもらったり笑ってもらえることが自分の幸せ。その笑いのコツを学んできたことが映画監督をやる上で役に立っている」とのこと。
「Shall we ダンス？」のアメリカのキャンペーンの時に、有名女優のローレン・バコールやライザ・ミネリとダンスし感激した。
幼少の頃の野球好きから、現在でも東京ヤクルトスワローズの熱狂的ファンである。また幼少時は、野球選手に興味を持つと同時に寿司屋にも憧れていた。

## 作品

### 監督

#### 映画
- 変態家族 兄貴の嫁さん（1984年）
- マルサの女をマルサする（1987年）
- マルサの女IIをマルサする（1988年）
- ファンシイダンス（1989年）
- シコふんじゃった。（1991年）
- Shall we ダンス?（1996年）
- それでもボクはやってない（2007年）
- ダンシング・チャップリン（2011年）
- 終の信託（2012年）
- 舞妓はレディ（2014年）
- カツベン!（2019年）

#### テレビドラマ
- サラリーマン教室 係長は楽しいな（1986年）

#### オリジナルビデオ
- 大災難（1995年）

#### ミュージックビデオ
- 有頂天「カラフルメリィが降った日」（1990年）

### 製作
- がんばっていきまっしょい（1998年）

### 出演
- 神田川淫乱戦争（1983年） - マンションの管理人 役
- お墓と離婚（1993年）
- 119（1994年） - 波楽里駐在所巡査 役
- 東京日和（1997年） - 郵便屋 役

## 著書

### 小説
- シコふんじゃった。（1991年12月、太田出版）
- Shall we ダンス?（1996年9月、幻冬舎）

### エッセイ・ノンフィクション
- 『Shall weダンス?』アメリカを行く（1998年2月、太田出版）
- スタジアムへ行こう!―周防正行のスポーツ観戦記（2000年9月、角川書店）
- インド待ち（2001年3月、集英社）
- アメリカ人が作った『Shall we dance?』（2005年4月、太田出版）
- それでもボクはやってない―日本の刑事裁判、まだまだ疑問あり!（2007年1月、幻冬舎）
- 周防正行のバレエ入門（2011年4月、太田出版）
- それでもボクは会議で闘う―ドキュメント刑事司法改革（2015年4月、岩波書店）

### 対談・インタビュー・寄稿
- 古田式（2001年5月、太田出版） - 古田敦也との共著
- ファンの皆様おめでとうございます（2002年4月、大巧社） - 若松勉との共著
- 「なぜ小津だったのか」-『小津安二郎 大全』（2019年3月 朝日新聞出版）収録

## メディア出演
- 第47回NHK紅白歌合戦（1996年12月31日、NHK総合・ラジオ第1） - 審査員
- ETV特集「生誕120年・没後60年 小津安二郎は生きている」（2023年12月2日、NHK Eテレ）[18]
- ETV特集「生誕100年 映画監督 岡本喜八が遺したもの」（2024年12月7日、NHK Eテレ）[19]